# 周欽南
周欽南（1937年6月19日—2013年8月17日），泰國道教法師，泰國華人，祖籍廣東潮州，居於泰國中部春武里府是拉差素拉塞村。據稱龍神「白龍王」附身其上，因此人稱白龍王。他能為信徒指點迷津，做出神諭預言，渡化有緣人，為人祈福。
周欽南平日身穿白衣，每周五、六、日接見信眾，一天見100名，按順序排隊進入，不收費，由信徒自行樂捐。信徒前往白龍廟時，也都會身穿白衣、白褲，表示敬意，並排隊等候進入，進廟前要先插17支香。

## 生平
白龍王身世來歷有多個傳說，有人說他以前是個電器維修師傅，又有人說他是維修單車的，總之並非出自大富之家。周钦南祖父名为徐进超，为躲避战乱迁至广东潮州后改姓为周。相傳他40歲夢見白龍王，之後開始以白龍王使者的身分為信徒解惑。
香港演藝圈中，在向氏兄弟，如向華強、向華勝等，成為他的信徒之後，陸續吸引了許多香港、台灣等地的演藝圈人士前往泰國，向他請益，如梁朝偉、刘德华、成龍、王晶、羅志祥、文雋、劉偉強、譚詠麟、陳百祥、曾志偉、梅艷芳、張國榮、謝霆鋒、余文樂、羅文、黎明、陶大宇、鄭秀文、楊千嬅、彭于晏、秦偉、梁思浩、任賢齊、钟欣桐、孟瑤及李李仁等。香港富豪如林建岳、楊受成等人也是他的信徒。
2010年，罹患肺炎之後，身體狀況轉差。2013年8月17日白龍王支氣管病情惡化，在自宅中病逝，享年76歲。2013年10月6日是白龍王尾七，其弟子为他安放纪念雕像，并进行“八仙”扶乩仪式，结果让白龙王女儿「Pet」接掌日后庙中开坛傳遞神諭，為善信解决疑难，她登上白龙王昔日宝座，正式成为黄龙王。

## 流行文化
影星梁朝偉是著名的周欽南信徒，經常在每部新片開拍前至泰國請教周欽南。但是周欽南以沒緣份為由，數次拒見其妻劉嘉玲。張國榮在死前數週，曾求見白龍王，但被拒絕。
導演劉偉強也是周欽南的信徒之一，電影《無間道》和《投名状》的片名是經過周欽南的指點而決定。

## 相關
香港富豪林建岳及楊受成等捐款，於泰國白龍王廟旁興建欽南廟及欽樂亭，用作供奉白龍王之父親，2007年7月開幕。白龍王廟離曼谷約100公里。而農曆五月五日 龍王誕，八月九日 師公誕。

## 秦偉開運商品事件
臺灣藝人秦偉在購物台賣白龍王開運商品，每組要價上萬元，電視台抽一半傭金，他稱自己是做賠本生意，而因其是正式弟子，已有不少節目邀他談白龍王，在被控是消費白龍王。

白龍王官方網站信徒留言指出，他在台灣購物台賣的開運物全都奉行典型推銷手法，整起買賣是場騙局，白龍王也並未加持、代言過任何商品，秦偉對此回應稱販售的開運商品購自龍王廟，並未說過是白龍王銷售的。

## 外部連結
- 泰國春武里府白龍王廟官方網站（页面存档备份，存于）